# Omaré Gassama
Omaré Gassama (ur. 1 września 1995 w Tarbes) – mauretański piłkarz występujący na pozycji pomocnika. Zawodnik klubu LB Châteauroux.
W reprezentacji Mauretanii zadebiutował 20 czerwca 2023 w wygranym 3:0 meczu kw. do PNA 2023 z Sudanem.